# التهاب الهلل المحيط بالمحجر
الْتِهابُ الهَلَل حول الحجاج أو التهاب الهلل المحيط بالحجاج أو الْتِهاب النسيج الضام الرخو الخلالي حول الحجاج هو عبارة عن التهاب وعدوى في جفن العين والجلد المحيط بالعين أمام الحاجز الحجاجي أو التهاب النسيج الخلوي المحيط بالمحجر ( يجب عدم الخلط بينه وبين التهاب الهلل الحجاجي، حيث يحدث الأخير خلف الحاجز الحجاجي ). قد يكون سببه انقطاع في الجلد حول العين، ثم انتشار العدوى لاحقاً للجفن، التهاب في الجيوب الأنفية، أو نتيجة انتشار العدوى من مكان آخر في الجسم عن طريق الدم.

## العلامات والأعراض
يجب التفرقة بين التهاب الهلل حول الحجاج والتهاب الهلل الحجاجي، حيث الأخير يعتبر حالة طبية طارئة تتطلب العلاج بالمضادات الحيوية عن طريق الوريد.
بعكس التهاب الهلل الحجاجي، لا يوجد جحوظ للعين، ألم أو حدود أثناء حركة العين أو حتى فقد الإبصار. إذا وجدت أي من تلك الأعراض يجب افتراض وجود التهاب الهلل الحجاجي والبدء فوراً بإعطاء المضادات الحيوية عن طريق الوريد. من الممكن إجراء تصوير باستخدام الأشعة المقطعية لتحديد مدى انتشاء العدوى.
الأشخاص المصابون قد يمرون بتورم واحمرار وتخريج أو إفرازات، آلام، انغلاق العين، احتقان الملتحمة، حمى طفيفة، تغميم الرؤية بشكل طفيف، عيون دامعة، وبعض الانخفاض في الرؤية.
تشمل العلامات الكلاسيكية حمامي حول الحجاج، جساوة أو تصلب "induration"، إيلام ودفء.

## الأسباب
الأسباب الأكثر شيوعا هي المكورات العنقودية الذهبية، العقدية الرئوية، العقديات الأخرى، واللاهوائية، اعتماداً على مصدر العدوى.
انخفض معدل الإصابة بشكل كبير بعد ظهور لقاح المستدمية النزلية.

## العلاج
المضادات الحيوية تكون موجهة للبكتيريا إيجابية الجرام. الكمادات الدافئة إلى الساخنة تساعد في تخفيف الألم والالتهاب. وينبغي التماس الرعاية الطبية إذا استمرت الأعراض إلى ما بعد 2-3 أيام.

## وصلات خارجية
- Merck